# Campaka (Andir)
Campaka is een bestuurslaag in het regentschap Kota Bandung van de provincie West-Java, Indonesië. Campaka telt 17.415 inwoners (volkstelling 2010).